# Mologen
Die MOLOGEN AG war ein in der Biotechnologie und Biopharmazie international tätiges Unternehmen, das sich auf die Erforschung und klinische Entwicklung innovativer Wirkstoffe in den Bereichen Onkologie und Infektionskrankheiten spezialisiert hatte. Der Hauptwirkstoffkandidat Lefitolimod wird aktuell in den Indikationen Krebs und HIV/Aids in verschiedenen klinischen und präklinischen Studien getestet. Mit patentierten Technologien und Produktentwicklungen entwickelte das Unternehmen DNA-basierte Medikamente und erforschte zellbasierte Therapien. Seit Juni 2009 wurden die Aktien der Mologen AG im Prime Standard der Frankfurter Wertpapierbörse gehandelt. Am 1. Februar 2020 wurde durch das Amtsgericht Charlottenburg ein Insolvenzverfahren aufgrund von Zahlungsunfähigkeit und Überschuldung gegen die Mologen AG eröffnet und im Jahr 2022 von den Gläubigern angenommen.

## Geschichte
Das Unternehmen wurde als Ausgründung der Freien Universität Berlin im Jahr 1998 von Burghardt Wittig gegründet. Ebenfalls seit 1998 wurden die Aktien der Mologen AG an der Frankfurter Wertpapierbörse notiert.